# 10587 Strindberg
10587 Strindberg este un asteroid din centura principală, descoperit pe 14 iulie 1996, de Eric Elst.